# Calles 182 y 183 (línea Concourse)
Calles 82 y 83 es una estación en la línea Concourse del Metro de Nueva York de la división B del Brooklyn–Manhattan Transit Corporation. La estación se encuentra localizada en Fordham, El Bronx entre la Calle 183 Este y Grand Concourse. La estación es servida en varios horarios por los trenes del Servicio  y .